# Llico (Vichuquén)

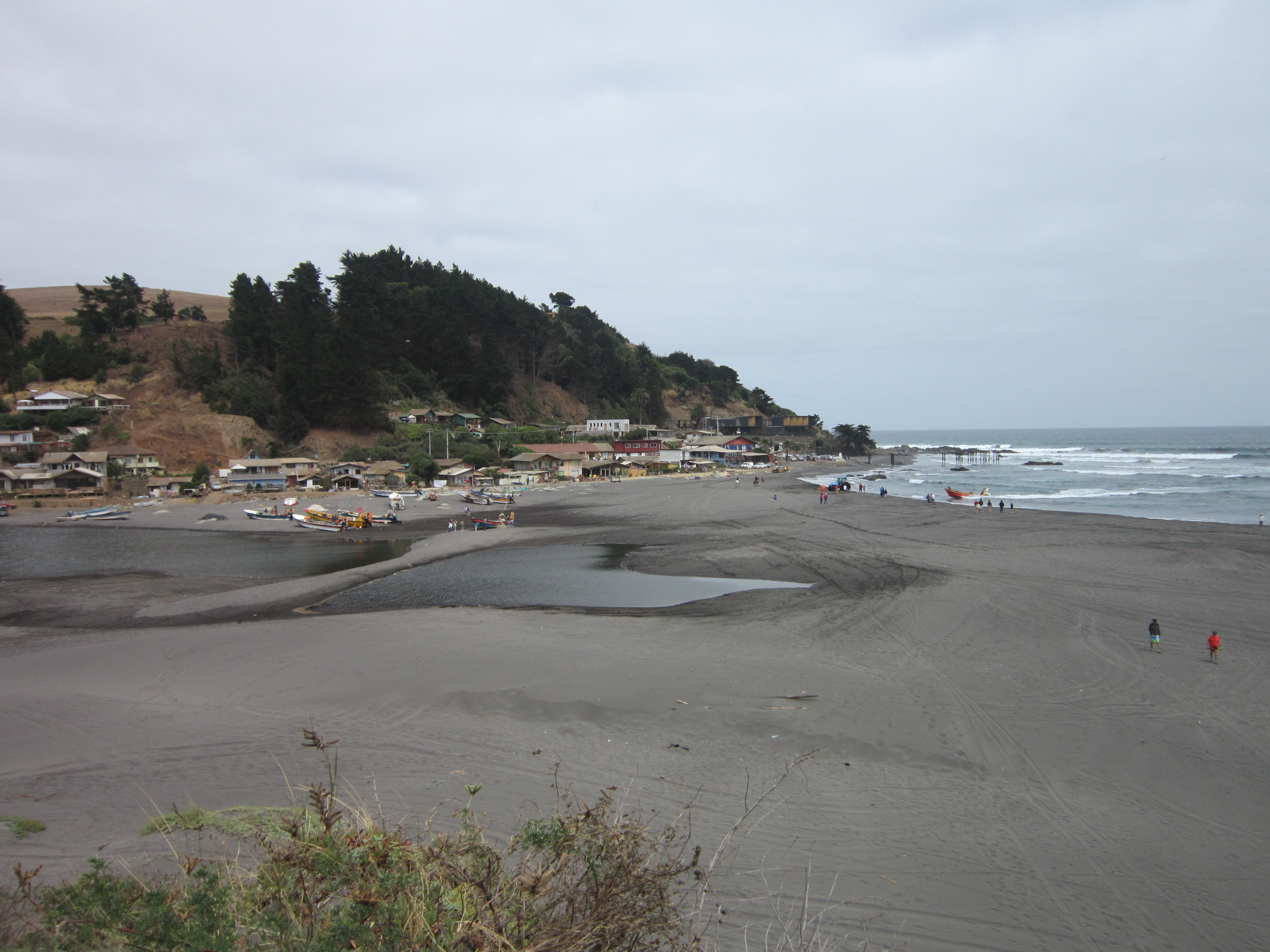
Caleta y playa de Llico

Llico (del mapudungun: lli ko ‘desaguadero’) es una caleta situada en el estuario de Llico, hacia el lago Vichuquén. Tuvo gran preponderancia a finales del siglo XIX, cuando había planes de convertirla en el fondeadero de la Marina de Chile por el presidente Manuel Balmaceda.

## Descripción
Está a 108 km al oeste de la ciudad de Curicó.

## Historia

### Período prehispánico
La zona tiene una larga ocupación humana desde la última glaciación. Tras la invasión inca se presenta la ocupación de estos territorios que convivían con localidades araucanas.

### sigloXIX
Alrededor del año 1800, se instaló un hotel en la orilla del mar, para acoger a las familias que llegaban en barco desde tierras lejanas. Mismo lugar donde actualmente se encuentra el hotel Puerto Viejo Llico. En ese tiempo la familia Mujica tenía gran poder y grandes extensiones tierras en el pueblo, al igual que la familia Venezian, Iraguen y Galaz. Se comentaba, según Patricio, que Don Osvaldo Mujica tenía un pacto con el diablo, siendo así muy común que penaran. Dice una leyenda que ciertas noches oscuras, un señor con chupalla llegaba al antiguo hotel montado en su caballo; entraba al bar y se tomaba unas copas. Luego salía y corría en su caballo.

(Puerto de).-—Situado en el departamento de Vichuquén por los 34º 46' Lat. y 72° 06' Lon. á la boca del desagüe en el Pacífico del lago que da nombre al departamento. Rodean sus contornos lomas bajas, que al S. se levantan en un morro que le sirve de marca y abrigo. Su rada es de regular surgidero, aunque pequeña. Se habilitó para el comercio de cabotaje en 9 de abril de 1849, y entonces comenzó á asentarse en el borde de su playa su caserío, que contiene oficinas de aduana, de registro civil y de correo, escuela gratuita, bodegas, una iglesia erigida en vice parroquial el 17 de mayo de 1867 bajo la advocación de San Felipe de Jesús, y una población permanente de 250 habitantes. Proyectó hacerlo un puerto importante de entrada al mencionado lago el emprendedor é ilustre Presidente Balmaceda, haciendo trazar en 1890 un ferrocarril, que lo pusiera en comunicación con la ciudad de Curicó, de la que dista hacia el O. sobre 125 kilómetros; el costo de la vía se estimaba en $ 4,000,000. Se halla á unos 20 kilómetros hacia el NO. de su capital, la villa de Vichuquén. 
Francisco Solano Asta-Buruaga y Cienfuegos, Diccionario Geográfico de la República de Chile (1897) 

### Terremoto ytsunamide 2010
En el terremoto acaecido el 27 de febrero de 2010, la caleta fue barrida por un potente tsunami que desoló el lugar Las calles y pasajes en Llico y pueblo de Vichuquén fueron pavimentados en el año 2012.

## Turismo

### Fiesta de San Pedro
Todos los años los pescadores celebran a San Pedro pero haciendo un sincretismo con el presidente Balmaceda.

### Muelle de Llico

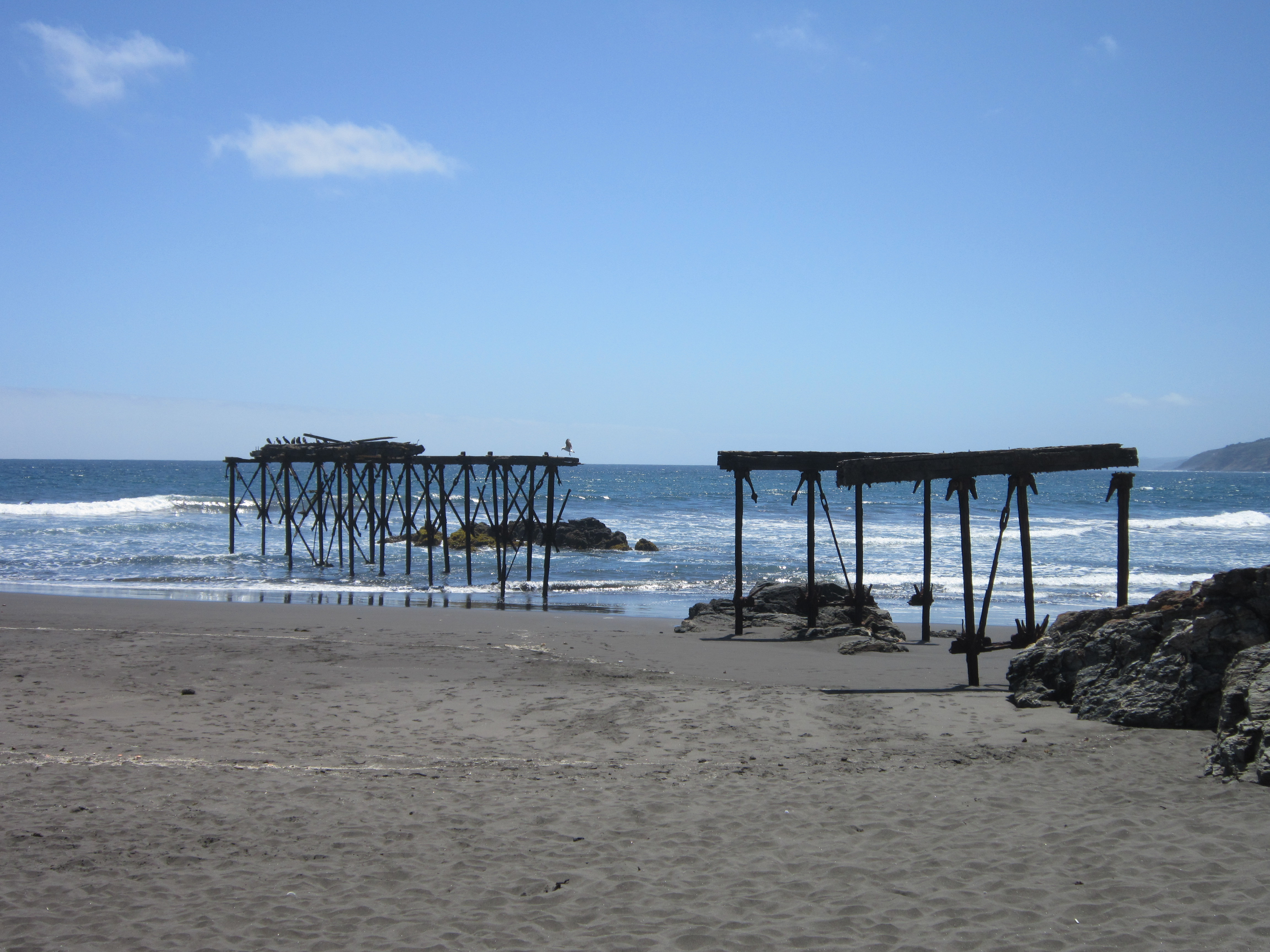
Antiguo muelle de Llico

El antiguo muelle de Llico fue una estructura construida por el gobierno de Chile entre 1894 y 1895 a un costo de 70.000 pesos, que prestó servicios comerciales para la carga y descarga principalmente de cereales y sal. Elaborado en hierro forjado y madera, fue diseñado en 90 metros pero se construyeron 68 metros en envigado y 18 metros en terraplén, de los que actualmente sólo quedan algunos pilotes y vigas en pie. Dado su interés turístico el Municipio local lo ha postulado como Monumento Nacional por lo menos en dos oportunidades en 2009 y 2013, sin resultados satisfactorios.
El origen del muelle esta en la cercanía de Llico con el lago Vichuquén. Por lo mismo, fue objeto de diversas ideas y proyectos para el establecimiento de un puerto, desde que el ingeniero norteamericano Horacio Bliss hizo un levantamiento topográfico de la zona en 1855. Los estudios más completos fueron encomendados por el presidente José Manuel Balmaceda, quien estaba convencido sobre la conveniencia de construir un puerto militar en Vichuquén. La factibilidad fue analizada por una comisión encabezada por el ingeniero J. Ramón Nieto, quienes elaboraron el proyecto que contemplaba un ferrocarril entre Curicó y Llico, un canal para acceder el lago Vichuquén desde el mar, además de instalaciones militares en el lago. Para Llico se pensaba en una doble dársena de abrigo que cubriera la entrada del canal, sin embargo, también se evaluó la alternativa de un muelle de 500 metros en la caleta.
Luego de la Revolución de 1891, dichos estudios no se concretaron. Las autoridades, no obstante, dado el movimiento comercial de cereal de trigo y sal de mesa en Llico, quiso levantar un muelle de pequeñas dimensiones para el atraque de lanchas en el sector, para facilitar el cabotaje de dichos productos a petición de casas comerciales de Talca. Luego la sección de Hidráulica, del Ministerio de Obras Públicas, se encargó de levantar el muelle en conjunto con la reconstrucción de otro en Pichilemu. La obra comenzó en noviembre de 1893 con el acopio y encargo de material para lo cual enfrentó varias dificultades por lo aislado del sector, a su vez la construcción misma desde mayo de 1894 fue lenta por el suelo rocoso de la playa. La ferretería se encargó a Lever, Murphy & Co. quienes la fundieron durante febrero y mayo de 1894 en Caleta Abarca, Viña del Mar. Consistía en varios tensores metálicos y 54 pilotes de doble riel de 10 metros de largo, la que tuvo que traerse en mula y carreta al lugar. Las vigas de madera de 9 metros a su vez se compraron su mayoría en Victoria. La estructura ya estaba en funcionamiento en 1895 con buenos resultados, pese a que vecinos alegaron que un muelle pequeño sería poco apropiado por la poca profundidad de la costa en el lugar.

### Balneario
Extensa Playa de arenas grises, con dunas de gran tamaño y detenidas por el Bosque de Llico.

### Reserva nacional Laguna Torca
La reserva nacional de la laguna Torca fue creada en 1985 con la finalidad de conservar el área, prohíbe la caza, pesca y navegación en el lugar. Sin embargo, posee siete sitios de camping habilitados para turistas por $8.000 pesos diarios para seis personas.La Reserva está formada por tres sectores:
1. el Bosque de Llico con una vasta plantación de eucaliptus que empezaron a ser plantadas en 1912 con la finalidad de estancar el avance de las dunas;
2. Isla Cerrillos que son dos hectáreas cubiertas de bosque esclerófilo y
3. la Laguna